# Санаксарський монастир
Санакса́рський монасти́р  — православний монастир в Краснослобідській єпархії Мордовської митрополії Російської православної церкви (Республіка Мордовія, Темников, до 1918 року був у Тамбовській єпархії).

## Історія
Заснований у 1659 році за царювання Олексія Михайловича в трьох верстах від повітового міста Темникова (зараз Темниковському районі Мордовії), на лівому березі річки Мокші. Місце під майбутню обитель дав житель міста Темникова дворянин писар Лука Євсюков, який запросив зі Старо-Кадомського монастиря першого будівельника і настоятеля ігумена Феодосія, який побудував у 1676 році, з благословення Патріарха Московського Іоасафа II, перший храм обителі на честь Стрітення ікони Божої Матері Володимирської.

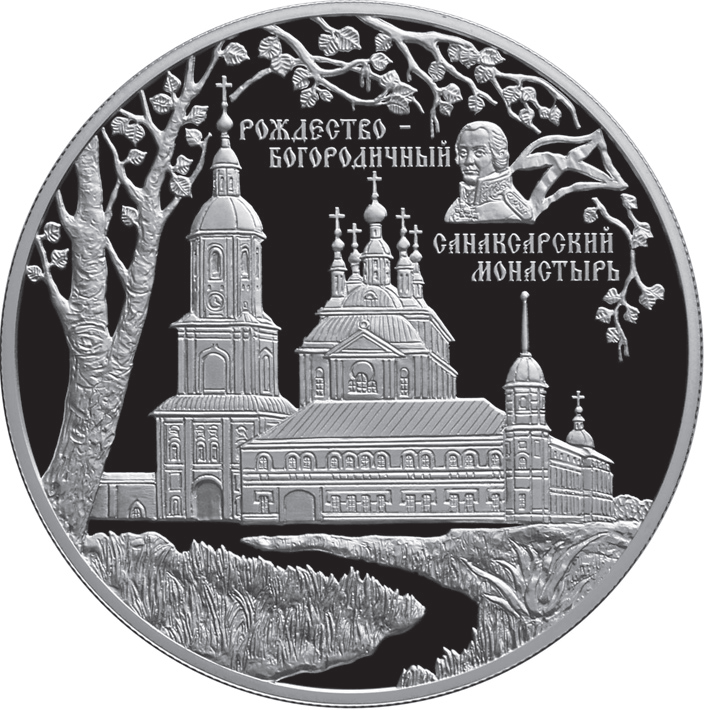
Реверс пам'ятної монети номіналом у двадцять п'ять рублів із зображенням Санаксарського монастиря.

Назву свою монастир отримав від розташованого під його стінами невеликого озера Санаксар (що на місцевому діалекті означає буквально: «лежаче в болотистій улоговині на височині»). Проіснувавши близько ста років, Санаксарська обитель від нестачі коштів і братії запустіла і була приписана до Саровської пустині, в момент найбільшого її розквіту.
Період відновлення обителі пов'язаний з ім'ям Феодора Ушакова (настоятель 1764-1774).
За найвищим наказом від 7 березня 1765 року Санаксара почала іменуватися монастирем.
Поряд з Саровом Санаксарський монастир був у ті роки духовним центром Росії, мав багато сановитих шанувальників в Санкт-Петербурзі і Москві.
27 травня 1915 року настоятелем обителі був обраний Олександр Уродов, який був зміщений братією в березні 1918 року і узятий під варту; згодом він був настоятелем Свіязької Макаріївської пустині і намісником Седмієзерної пустині (8 вересня 2001 року в селі Соболєві були знайдені його мощі, які були перенесені в монастир).
У жовтні 1929 року монастир був остаточно закритий більшовицькою окупаційною владою.
Постановою Ради міністрів Мордовії від 7 травня 1991 року будівлі колишньої обителі були передані Саранській єпархії. 26 травня 1991 року, в день Святої Трійці, намісник монастиря архімандрит Варнава Сафонов зробив першу літургію.
6 червня 2001 помер старець схиігумен Ієронім Верендякін, що трудився в обителі, шанований деякими.
На території монастиря знаходиться лісопильний комплекс і цех з виробництва свічок.
Санаксарський монастир включений в проект маршруту Золоте кільце Росії.
23 жовтня 2014 Священний Синод Російської православної церкви затвердив на посаді священноархимандрита Климента, єпископа Краснослобідського і Темниковського.

## Настоятелі і намісники
настоятелі
- Феодосій (1660-і - 1681)
- Зосима
- Трифон
- Дорофей
- Петро (1730-е)
- Філагрій
- Порфирій (24 лютого 1752 - 17 марта 1753)
- Феодор Ушаков (1764-1774)
- Йоіл Тишков (8 серпня 1774-1778)
- Венедикт Селіванов (1778 - 27 грудня 1788)
- Веніамін Андрєєв (14 лютого 1789 - 13 лютий 1803)
- Філарет Билінін (28 лютого 1803-1817)
- Нафанаїл (4 квітня 1817 - 12 сентября 1832)
- Димитрій (12 вересня 1832 - 5 вересня 1848)
- Іоасаф (27 вересня 1848 - 23 вересня 1857)
- Ксенофонт Флоріанов (23 вересня 1857 - 7 вересня 1863)
- Іларій Іванов (1863 - червень 1879)
- Тихон Ципляковський (15 вересня 1879 - грудень 1884)
- Амвросій Ворогушев (1885-1893)
- Феодосій М'ясніков (1893 - грудень 1895)
- Августин Кривоногов (1895-1915)
- Олександр Уродов (1915-1918)

намісники
- Варнава Сафонов (1 квітня 1991 - 14 листопада 2010 року)
- Інокентій Руденко (з 24 грудня 2010)

## Святі
- Преподобний Феодор Санаксарський, ієромонах. Направник монастиря.
- Преподобносповідник Олександр Санаксарський, архімандрит.
- Священномученик Кіріон, католікос-патріарх Грузії. Після подій 1908 року був засланий в монастир, де знаходився до 1915 року.
- Святий Феодор Ушаков.